# RS-56812
RS-56812 es un agonista parcial potente y selectivo del receptor 5HT3. Se ha demostrado que mejora el rendimiento en pruebas de memoria con animales. Su uso en humanos no está bien documentado.